# Awerba
 (mai 2025).
Améliorez-le ou discutez des points à vérifier. 
 (septembre 2023).
Si vous disposez d'ouvrages ou d'articles de référence ou si vous connaissez des sites web de qualité traitant du thème abordé ici, merci de compléter l'article en donnant les références utiles à sa vérifiabilité et en les liant à la section « Notes et références ».
Les Awerba ou Aourba (en berbère : ⵉⵡⵔⴰⴱⵏ (Iwraben)) sont une tribu berbère branes du Maghreb. Ils sont principalement connus pour leur lutte contre la conquête musulmane du Maghreb au VIIe siècle, sous la direction de Koceïla dans le 
Maghreb al-Awsat. Après la défaite de Koceila,une partie de ces tribus se seraient dispersées dans le Maghreb al-Aqsa où ils participent alors à la constitution de l'État idrisside au VIIIe siècle.

## Localisation
On a parfois rapproché le nom des Awerba de celui des Ouερouεις que cite le géographe grec Ptolémée, toutefois le nom d’une autre peuplade de Tingitane qu’il cite également, Ouερβιχαι, semble plus proche de la racine arabe « wrb ». Même si les Μαχχουρηβοι, une autre peuplade d'Algérie centrale, également citée par Ptolémée en Mauritanie césarienne, pourrait aussi correspondre aux Awerba . Les historiens arabes du Haut Moyen Âge ne sont pas d'accord sur leur origine exacte . Marcel Le Glay leur donne pour origine l'Ouest algérien et les confins algéro-marocains. Cependant, le nom "WRB" retrouvé dans plusieurs nécropoles dans le nord-est algérien indiquerait que les Awerba se trouvaient pendant l'antiquité en Numidie .
Dans son ouvrage The Muslim conquest and settlement of North Africa and Spain, l'auteur Abd al-Ouahid Dhanoun Taha, rapporte que les Awreba sont un clan des Aurès, convertis au christianisme,, comptant parmi les tribus les plus puissantes de la région, rangés derrière Koceila et entretenant de bonnes relations avec les Byzantins en raison de leur géographie. Se référant à Ibn Khaldoun, Abd al-Ouahid Dhanoun Taha semble toutefois donner une « origine marocaine » aux Awerba. Selon la thèse de Emile-Félix Gautier et Pierre Bertier, les Awerba seraient originaires des Aurès. Leur migration et leur implantation vers Volubilis serait lié à une affinité culturelle du site, de culture latine, avec leur culture romane.
Cependant, selon l'Encyclopédie Berbère, la localisation des Awreba reste très controversée. En effet, puisque les succès militaires et la défaite finale de Koceila se sont déroulés en Ifriqiya, il y a eu une tendance à en faire des Aurésiens. Or, aucun chroniqueur arabe ne situe Koceila et les Awerba dans l'Aurès. D'autant plus que s'ils étaient Aurésiens, on ne les verrait pas fuir au-delà de la Moulouya, après la défaite de Mammès, mais plutôt organiser une ultime résistance autour du massif.
Au contraire, les indices situant les Awerba et le groupe de tribus qui obéissaient à Koceila entre Tlemcen et le Maroc central sont nombreux. C'est aux environs de Tlemcen que se produit le premier choc entre les Awerba et le wali Abū l'Muhadjir. De plus, c'est au Maghreb al-Aqsa qu'ils se retirent après la défaite de Mammès. Et enfin, c'est dans le Moyen Atlas que le chef de la sixième et décisive expédition arabe Moussa Ibn Noçaïr fait prisonnier les filles de Koceila.

## Histoire

### Ère pré-musulmane
Originaires des Aurès, les Awerbas participent donc à la résistance à la conquête musulmane sous la conduite de Koceïla. Koceïla a alors sous son autorité les Awerba, Branès sédentaires imprégnés de culture latine, et donc plus enclins à s'allier aux Byzantins qu'aux Arabes.
À la suite de la défaite de Koceïla à Mammès contre les Omeyyades en 688, une partie de ces tribus se seraient dispersées au Maghreb. Les Awerba se réfugient et s'installent dans l'actuel Maroc. Les Awerbas participeront ainsi à l'édification du royaume idrisside.